# 絮状层积云
絮状层积云（学名：Stratocumulus floccus，缩写： Sc flo )，是层积云的一种。絮状层积云通常成簇出现，云块外观类似积云，其下部通常呈破片状，在极低的温度下会伴有纤维状的尾迹（由冰晶组成的幡状云）。絮状层积云的出现表明该云层所处的大气区域不稳定。絮状层积云通常是因堡状层积云云底的消散而产生。